# Leucopholis brenskei
Leucopholis brenskei är en skalbaggsart som beskrevs av Nonfried 1906. Leucopholis brenskei ingår i släktet Leucopholis och familjen Melolonthidae. Inga underarter finns listade i Catalogue of Life.